# موری شوکن
ساسا مونه‌کیو (به ژاپنی: 森 尚謙 もり しょうけん)، (تولد ۱۶۵۳ - مرگ ۱۷۲۱) یک محقق کنفوسیوسی و سامورایی از قلمرو میتو در اواسط دوره ادو بود. او پسر موری خوان، پزشکی از تنما، ستسو بود. او پزشکی را زیر نظر فوکوزومی دوسوکه در اوساکا و کنفوسیانیسم را زیر نظر ماتسوناگا شوکی در کیوتو آموخت و در سال ۱۶۸۴ توسط توکوگاوا میتسوکونی دعوت شد، جایی که او بنیان‌گذار دای نیهونشی بعدی شد. تخلص ادبی او ریشو بود. او همچنین با نام‌های فوکان، فوسن کوجی و کانجوکو شناخته می‌شد.